# نايجل باري
نايجل باري (بالإنجليزية: Nigel Barrie)‏ هو ممثل بريطاني، ولد في 5 فبراير 1889 في الهند، وتوفي في 8 أكتوبر 1971 بلندن في المملكة المتحدة.

## وصلات خارجية
- نايجل باري على موقع IMDb (الإنجليزية)
- نايجل باري على موقع ألو سيني (الفرنسية)
- نايجل باري على موقع أول موفي (الإنجليزية)
- نايجل باري على موقع قاعدة بيانات الأفلام السويدية (السويدية)
- نايجل باري على موقع قاعدة بيانات الفيلم (الإنجليزية)
- نايجل باري على موقع كينوبويسك (الروسية)